# Paragomphus cognatus
Paragomphus cognatus – gatunek ważki z rodziny gadziogłówkowatych (Gomphidae). Występuje w Afryce Subsaharyjskiej – od Demokratycznej Republiki Konga, Ugandy i Kenii na południe po RPA.
W RPA imago lata od października do końca maja. Długość ciała 41,5–44 mm. Długość tylnego skrzydła 24–25,5 mm.